# Église San Giacomo in Augusta
L'église San Giacomo in Augusta, également appelée San Giacomo degli Incurabile (Saint-Jacques des Incurables) est une église de Rome située Via del Corso dans le rione Champ de Mars, à côté de l'hôpital éponyme et à 200 mètres du Mausolée d'Auguste, à qui elle doit son nom in Augusta. Sa construction est commencée par l'architecte Francesco Capriani, de Volterra, puis terminée, à sa mort, par Carlo Maderno entre 1598 et 1602. L'église est considérée comme une « étape importante » dans l'évolution de l'architecture religieuse du XVIIe siècle

## Histoire
Avant l'église actuelle, il y avait une petite chapelle dédiée à saint Jacques construite en 1347, en même temps que l'Hôpital San Giacomo des Incurables, appelé ainsi parce qu'il abritait les malades atteints de maladies incurables des autres hôpitaux romains. C'est dans cet hôpital que travaillait et fut soigné un moment S. Camille de Lellis, qui ultérieurement fonda l’ordre laïc qui porte son nom et est spécialisé dans le soin de malades. En 1515, l'hôpital est abandonné mais rouvert peu de temps après sous la supervision de deux ordres religieux. En 1579, la reconstruction intégrale, sous la supervision du cardinal Anton Maria Salviati, est projetée, l'ancien bâtiment est démoli, en 1590. Francesco Capriani est chargé des travaux de reconstruction qui débutent en 1592 et sont achevés en 1602 par Carlo Maderno.
En 1824, le pape Léon XII élève l’église en paroisse du quartier. Transformé en salle durant les troubles civils de la brève République romaine de 1849, elle perd une grande partie de ses œuvres d'art et du mobilier, vandalisés et brûlés sur la piazza del Popolo. La restauration, en 1863, terminée sous le patronage du pape Pie IX comprend une restauration générale, notamment de la grande fresque de la voûte et du pavement du sol refait en marbre.
Le 22 février 2014, le pape François crée le titre de San Giacomo in Augusta, qu'il attribue pour la première fois au nouveau cardinal Chibly Langlois.

## Description

### Extérieur
La façade de l'église ne permet pas de reconnaître la structure de l'intérieur. La partie centrale de la façade, en proéminence, contient au rez-de-chaussée, entre deux paires de pilastres, un portail imposant flanqué de colonnes aux chapiteaux doriques, eux-mêmes en légère avancée, couvert d'un pignon en demi-lune. Deux autres portails, plus modestes et couverts d'un pignon biseauté, percent les côtés latéraux de la façade. Séparant le rez-de-chaussée de l'étage, une corniche coudée longe toute la largeur. À l'étage supérieur, une fenêtre de dimensions plus modestes est couronnée d'une grande coquille de saint Jacques, comme indication du nom du patron. La fenêtre elle-même est surmontée d'un pignon en triangle brisé. Au-dessus, et par-dessus une frise enguirlandée, un imposant pignon final, en triangle biseauté portant en son milieu un blason. La façade est complétée sur les côtés par des veloutes jumelles.

### Intérieur

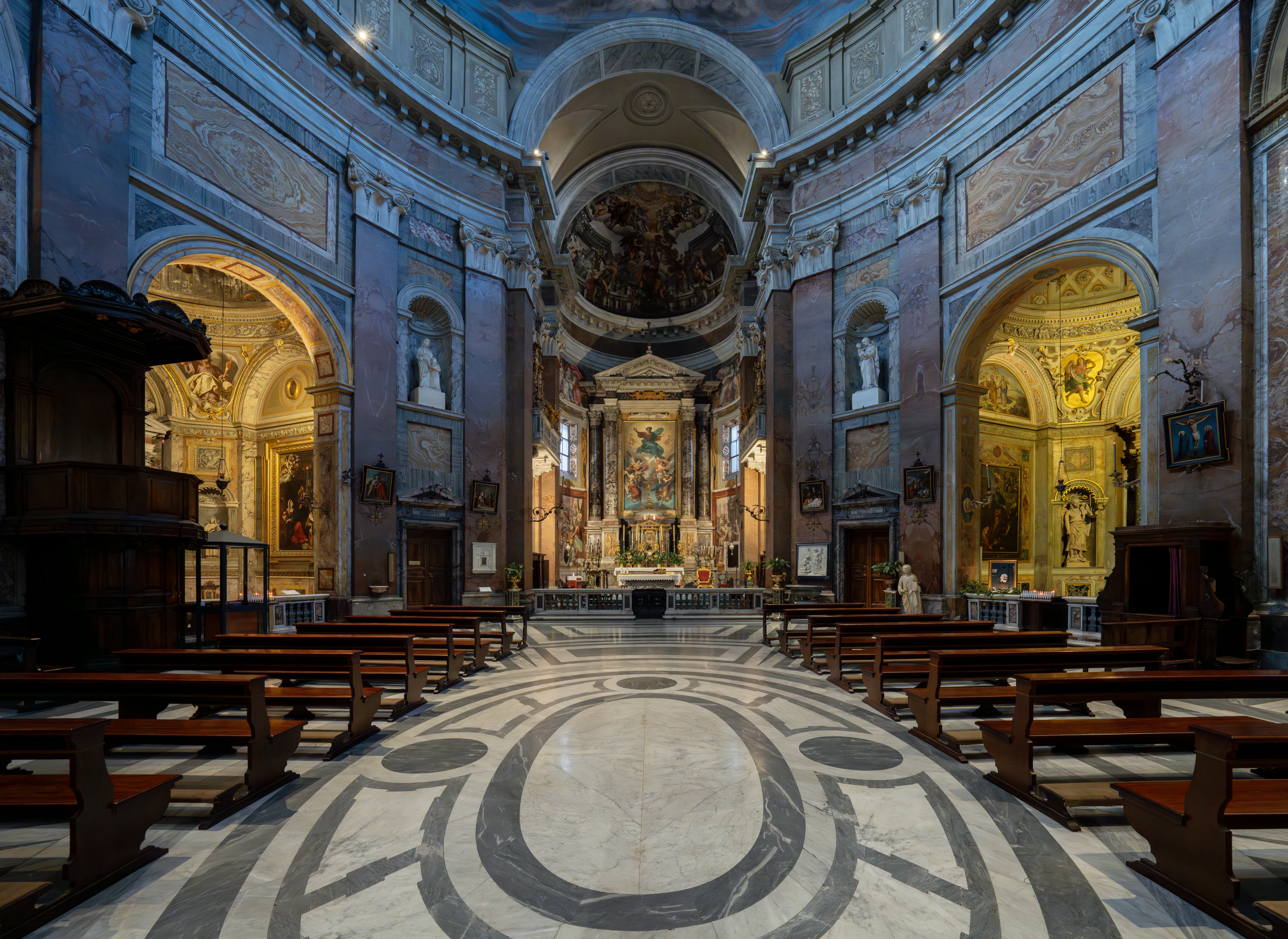

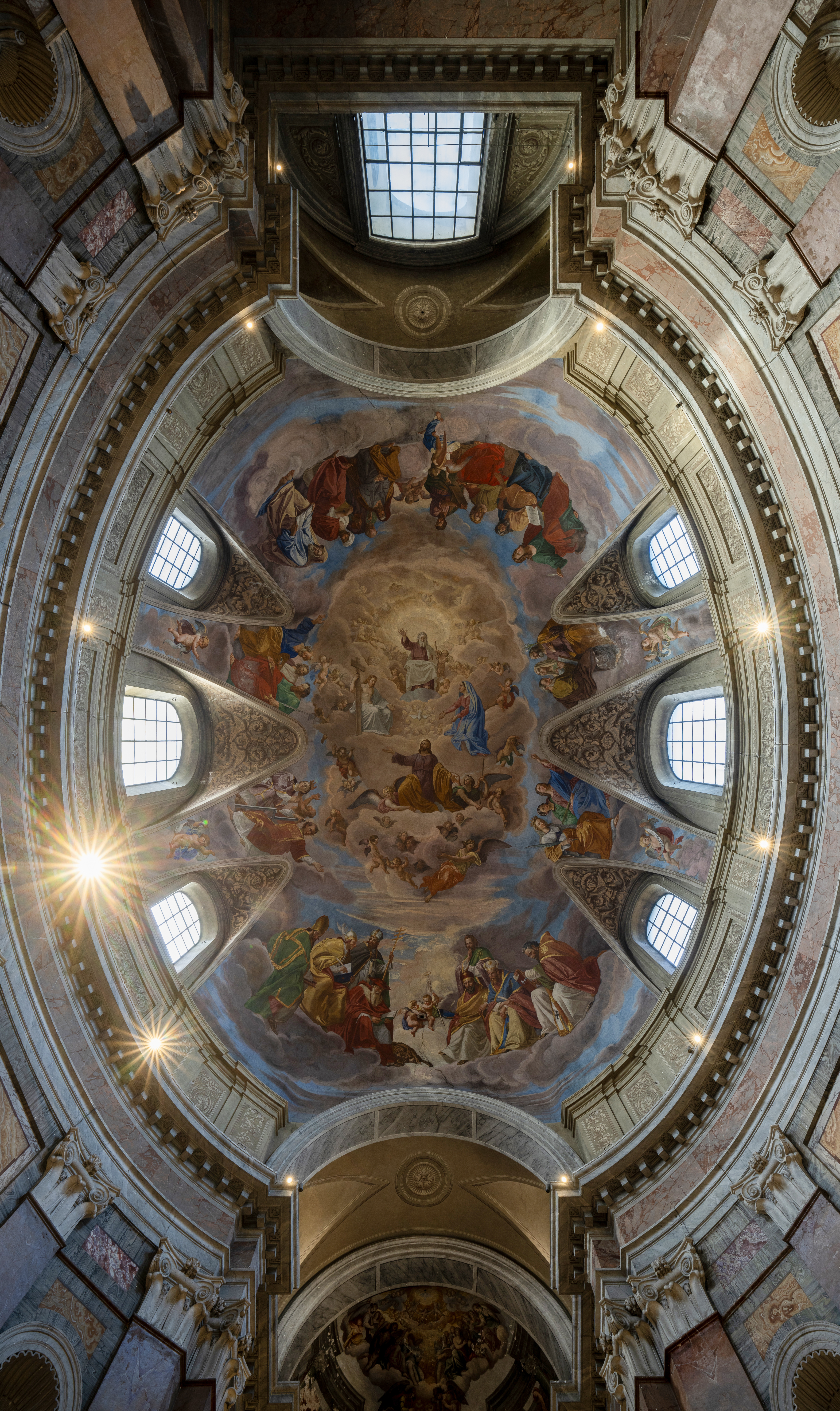
Coupole avec fresques.

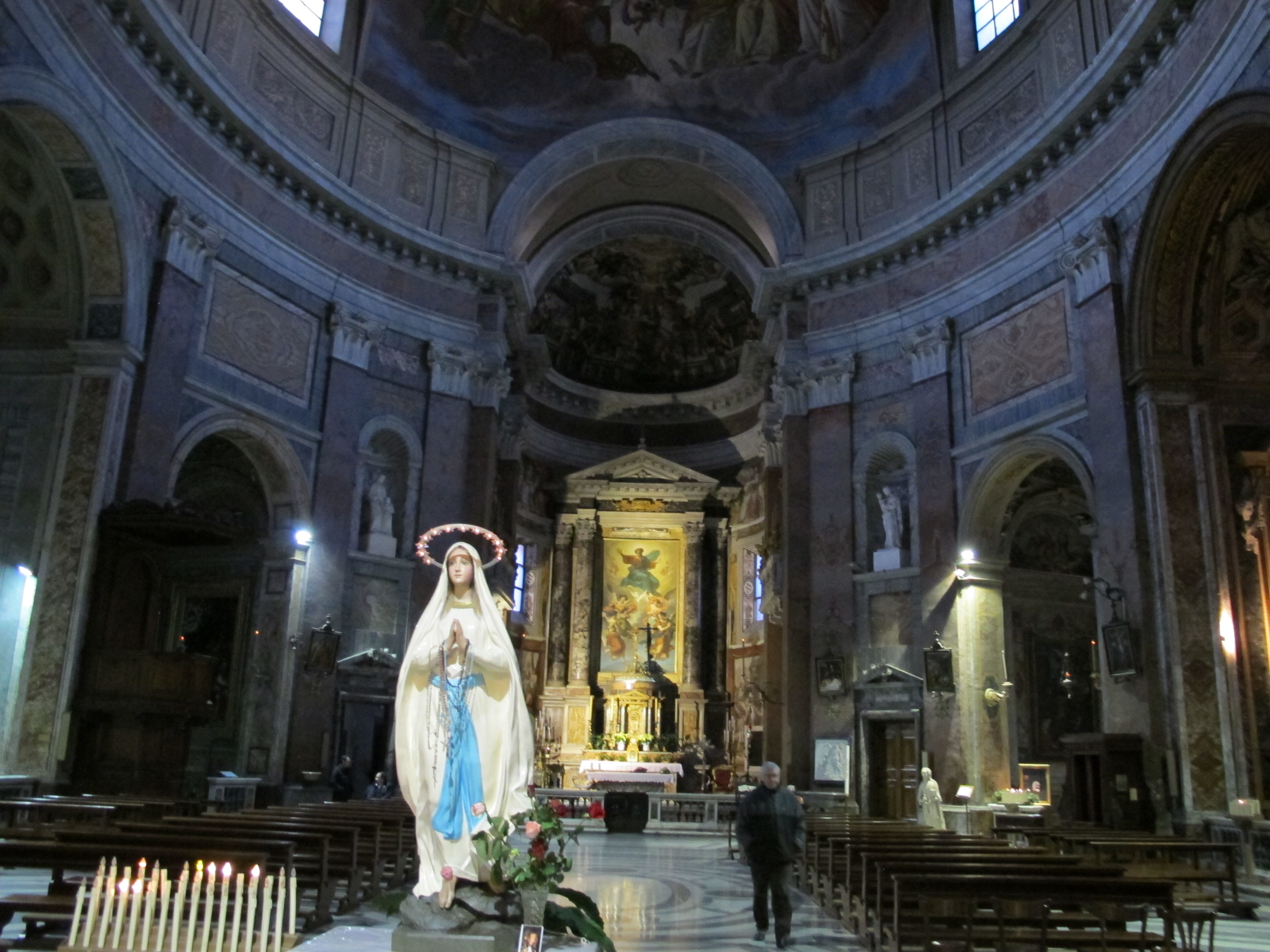
Maître-autel et entrées vers les chapelles latérales.

L'intérieur du bâtiment, dû à Volterra, est construit sur une base elliptique, surmontée d'un coupole. Les côtés latéraux sont percés d'arcs qui donnent accès à trois chapelles de chaque côté, une grande chapelle centrale et deux chapelles plus petites qui communiquent; elles ont toutes une base carrée. Les côtés étroits de l'ovale sont occupés par le chœur et l'entrée, tous deux surmontés de hautes arcades. Les murs sont rythmés par six pilastres de chaque côté, à chapiteaux corinthiens. Une corniche entoure la nef centrale; au-dessus, un mur décoré court tout le long de la nef. Il est surmonté d'une coupole. La voûte de la coupole est peinte a fresco par Silverio Capparoni (it) et représente Saint Jacques en gloire. Le maître-autel est l’œuvre de Carlo Maderno, et créé avec du marbre provenant du Mausolée d'Auguste voisin. Le retable est de Francesco Grandi (sv) (1831-1891) et représente la Sainte Trinité.

#### Chapelles latérales

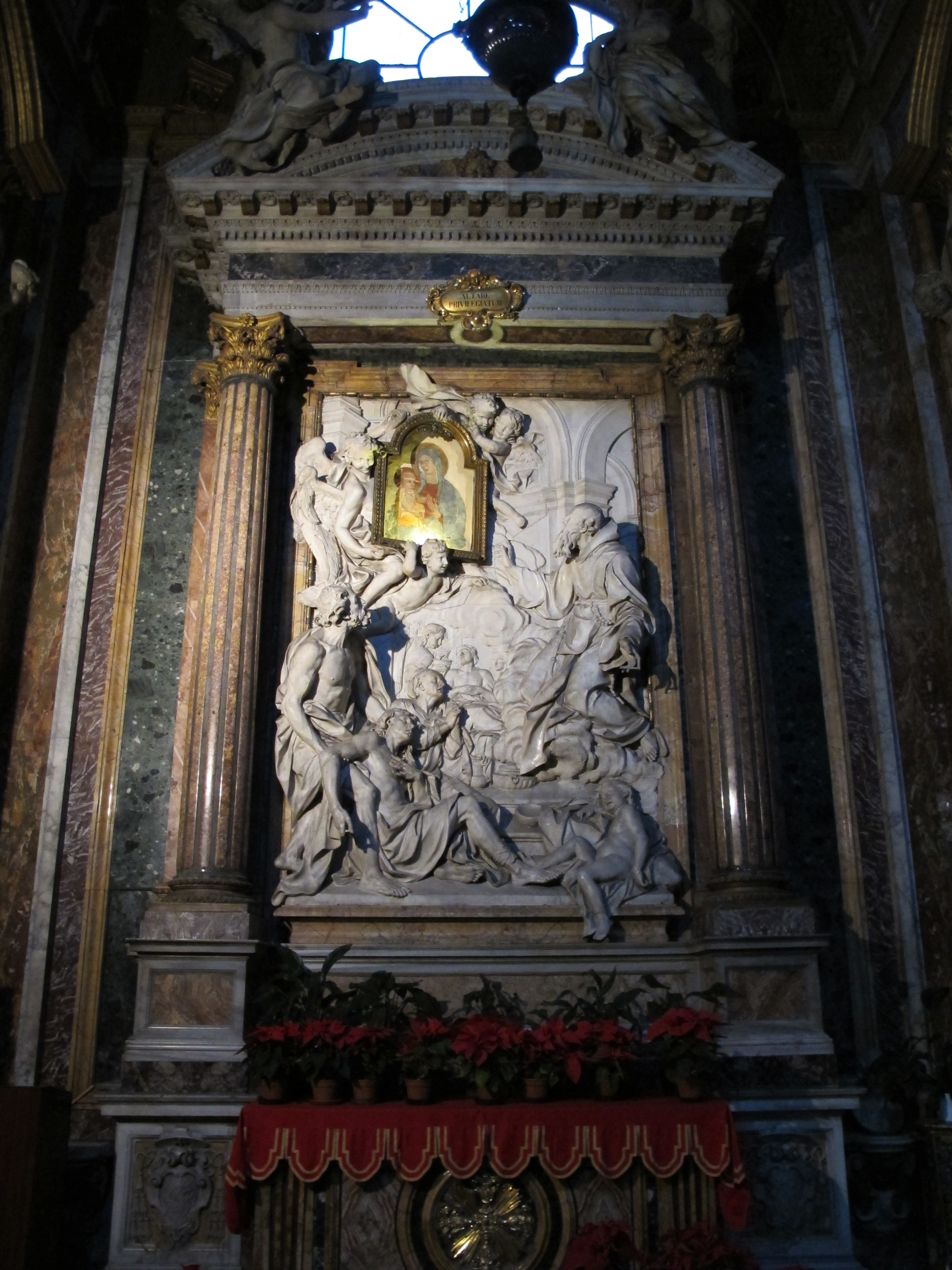
Pierre Le Gros le jeune, Madone miraculeuse, sur l’autel.

La chapelle centrale de droite, appelée Cappella dei Miracoli ou Capella di San Francesco Paola, contient une image du saint François de Paule auquel est attribué un miracle qui est à l'origine de l'Église Santa Maria dei Miracoli de la Piazza del Popolo. Dans cette même chapelle, un autel porte un bas-relief en marbre par Pierre Le Gros le jeune de 1716 représentant saint François de Paule en prière devant un tableau de la Vierge Marie. Sur les murs latéraux se trouvent de grands tableaux de Giuseppe Passeri.
L'autel de la première chapelle à droite contient une Résurrection peinte par le peintre maniériste Niccolò Pomarancio.
La troisième chapelle contient un Baptême du Christ par Jean-Baptiste par Domenico Passignano. La Dernière Cène est peinte par Giovanni Battista Ricci (Novara 1537 - Rome 1627). L'Histoire de Melchisédech et Histoire de la Manne dans le désert sont des peintures de Vespasiano Strada.
À gauche de la nef, est la chapelle Notre-Dame du Rosaire, avec une Nativité peinte due à Antiveduto Grammatica. La statue de Saint Jacques est l'œuvre d'Ippolito Buzzi, de Viggiù. Dans la troisième chapelle, dédiée au Sacré-Cœur, se trouvent plusieurs tableaux de Francesco Zucchi.
D'autres œuvres, du XVIIe siècle, sont de Giuseppe Passeri, de Niccolò Pomarancio, ou de Domenico Cresti, dit le Passignano.